# اقامتگاه ماجرا

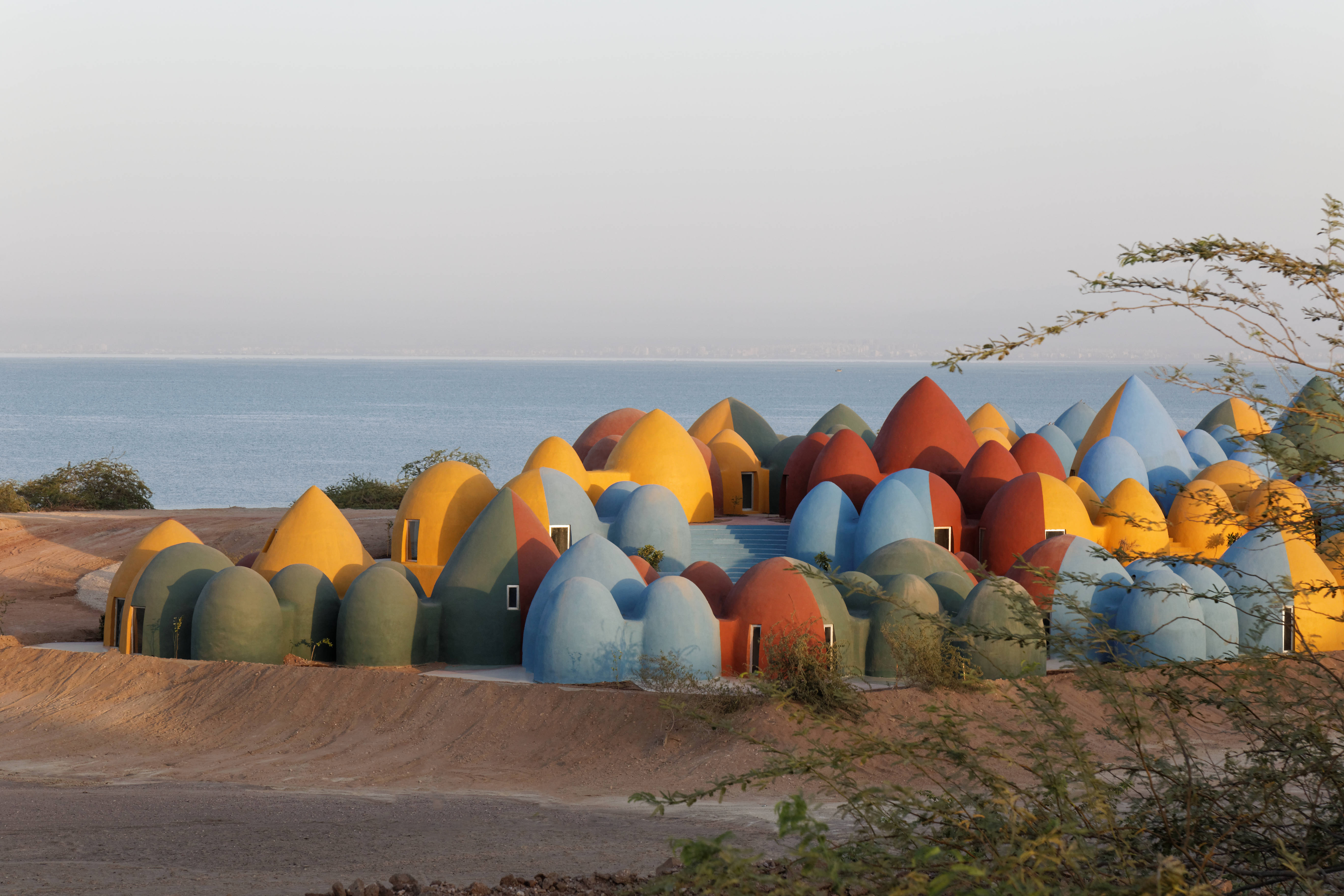
نمای ماجرا از جاده

اقامتگاه بومگردی ماجرا یک مجتمع اقامتی ساحلی در جزیره هرمز در خلیج فارس در جنوب ایران است. این اقامتگاه متشکل از ۲۰۰ گنبد رنگارنگ در اندازه‌ها و شکل‌های مختلف است که با مشارکت مردم محلی جزیره و با استفاده از تکنیک کیسه شنی سوپرادوبی ساخته شده‌است. گنبدها که برخی از آن‌ها به هم متصلند، هم محل اقامتی مهمانان هستند (۱۷ سوئیت با جمعاً ۸۵ نفر ظرفیت) و هم محل امکانات عمومی مانند رستوران‌ها و کافه‌ها می‌باشند. ماجرا به عنوان اولین اقامتگاه بزرگ بوم گردی در جزیره، در سال ۲۰۲۰ تکمیل شد. این بنا توسط دفتر معماران زاو مستقر در تهران طراحی شده و از زمان تکمیل آن تاکنون با جوایز متعددی در سطح بین‌المللی شناخته شده‌است.
در فهرست نهایی نامزدهای جایزه معماری آقاخان در سال ۲۰۲۵ از این پروژه نیز نامبرده شده است.

## جستارهای وابسته

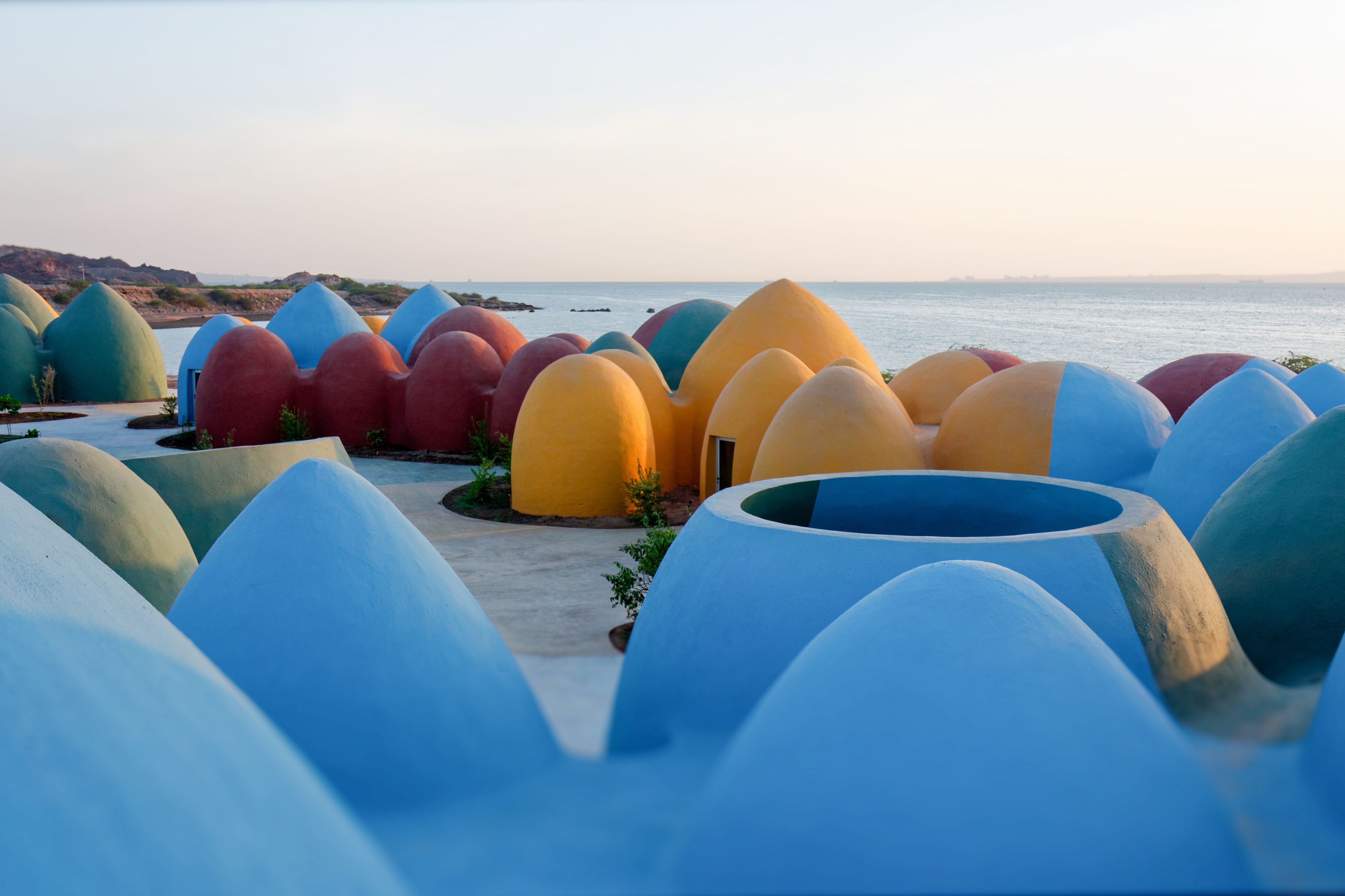
دید از بام گنبدها